# 瓦伊利亞班巴區 (錫瓦斯省)
瓦伊利亞班巴區（西班牙語：Distrito de Huayllabamba），是秘魯的一個區，位於該國北部安卡什大區的錫瓦斯省，始建於1956年1月26日，面積287.58平方公里，海拔高度3,318米，2005年人口4,586，人口密度為每平方公里16人。